# Catoptria staudingeri
Catoptria staudingeri là một loài bướm đêm trong họ Crambidae.